# Perdrix bartavelle
Alectoris graeca
Espèce
Statut de conservation UICN

 NT  : Quasi menacé
La perdrix bartavelle, ou simplement bartavelle (Alectoris graeca), est une espèce d'oiseaux de la famille des phasianidés. Ces perdrix du genre Alectoris sont originaires du sud-est de l'Europe, du sud-ouest de l'Asie et du Proche-Orient.

## Morphologie

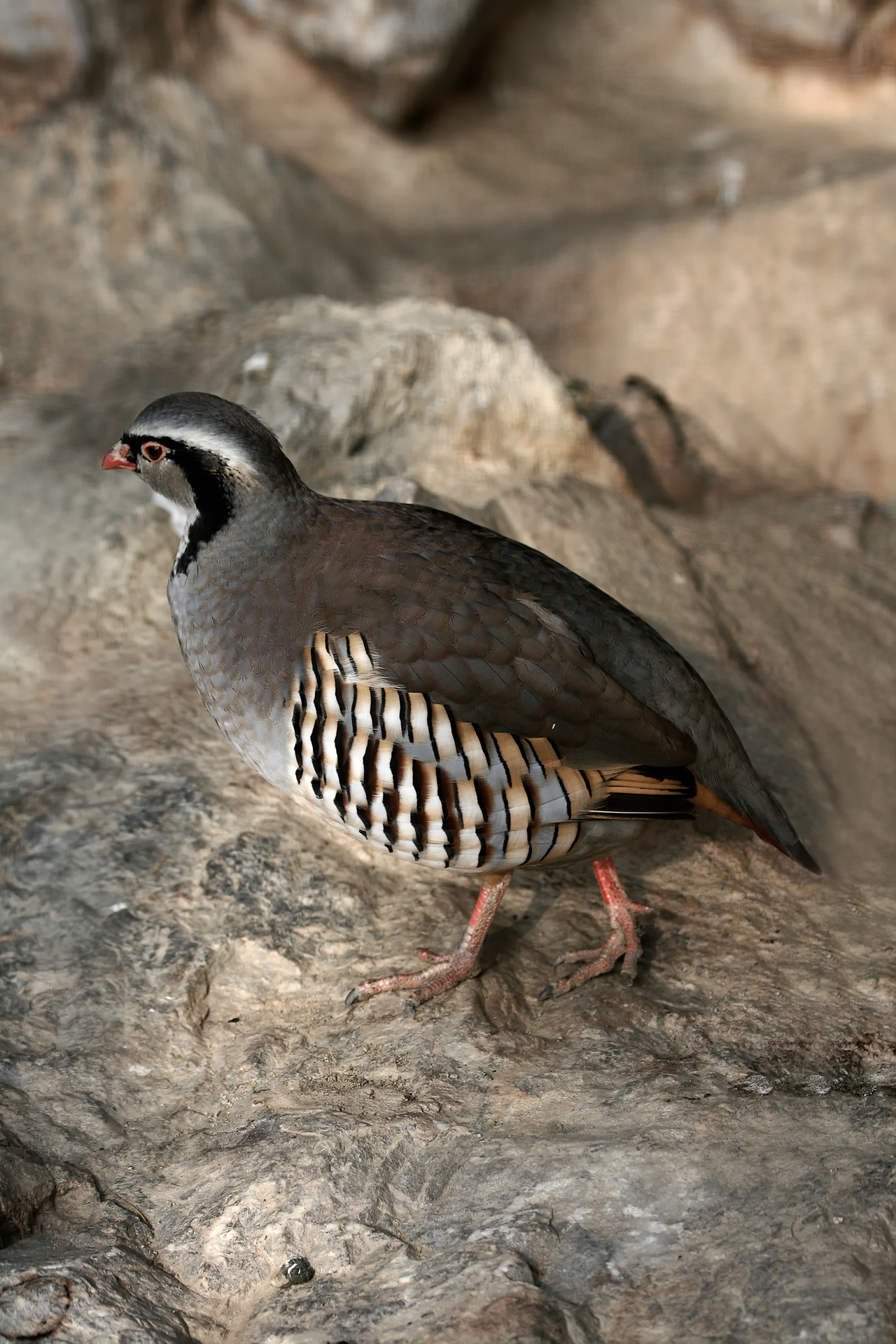
Perdrix bartavelle.

### Mensurations
Elle est la plus grande des perdrix, avec une taille variant de 32 à 43 cm et un poids oscillant entre 460 et 770 grammes.

### Aspect des adultes
Elle a une gorge blanche, circonscrite d'un collier noir. Chez les bartavelles, on ne peut pas différencier un mâle d'une femelle ; c'est au printemps lors de la reproduction que l'on peut les différencier, car le mâle sera un peu plus gros que la femelle et qu'il chantera pour attirer d'autres compagnes.

### Espèces similaires
C'est une perdrix qui ressemble beaucoup à la perdrix rouge. La bartavelle a un plumage plus jaunâtre. La perdrix rouge a un plumage plus rouge sur le torse. Cette dernière se différencie aussi par le semis de taches noires qui descend de l'œil à la poitrine. 

## Comportement

### Alimentation
Elle consiste en graines, feuilles de plantes alpines, petits invertébrés, surtout durant la période d’élevage des jeunes qui sont très friands de criquets et de coléoptères. Cette perdrix est plus active en début de matinée ou en fin d’après midi, lorsqu’elle est à la recherche de nourriture.

### Comportement social
Vocalisations
Le chant est moins guttural que celui de la perdrix rouge ou choukar. Il s’agit de trois ou quatre syllabes répétées rapidement, assez haut perchées tadi-shittadi-shit. Cette perdrix est plus loquace le matin. Le cri d’alerte à l’envol est très différent ; à un sifflet strident piiiyou  succèdent des répétitions saccadées wittoou-wittoou-wittoou.
Parade nuptiale
La parade comporte plusieurs phases qui se suivent dans un ordre précis dès la formation du couple : la poursuite, la parade proprement dite avec attitude de soumission chez la femelle, la simulation de nourrissage, la simulation de comportement au nid, le comportement pré-copulatoire. La copulation, qui suit immédiatement la parade, dure environ trois secondes puis, alors que le mâle s’éloigne tête haute, la femelle reste couchée afin de remettre son plumage en ordre.

### Reproduction

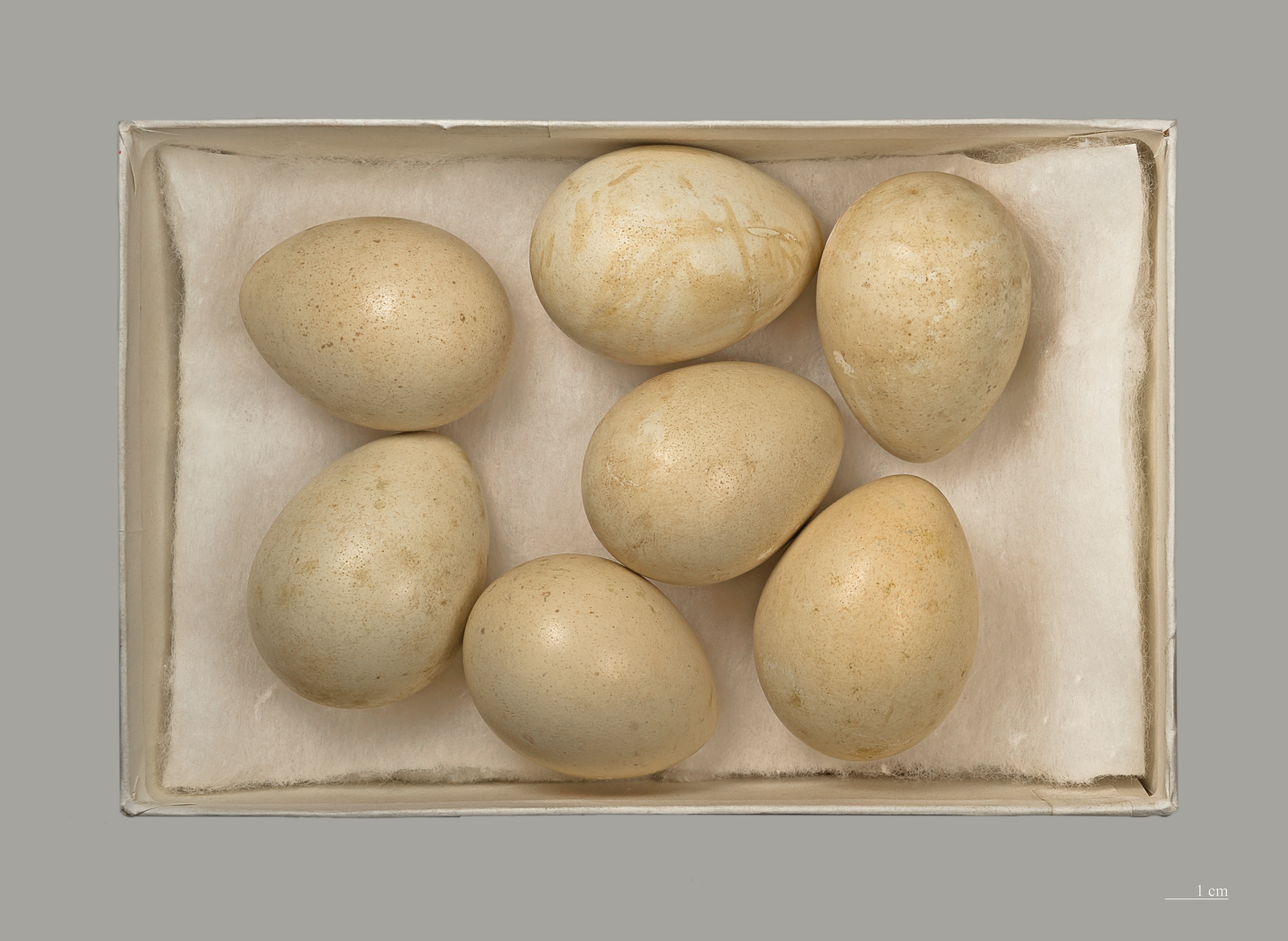
Œufs d' Alectoris graeca graeca - MHNT

Son nid est posé sur le sol dans les rochers et les zones pierreuses à végétation rare. Elle pond de 8 à 14 œufs, à des intervalles de 24 à 36 heures, qui sont couvés par la femelle de 24 à 26 jours. Les petits, nidifuges, sont élevés par les deux parents durant trois semaines. Ils atteignent leur taille adulte vers l'âge d'environ 4 mois.

## Répartition et habitat

### Répartition
La perdrix bartavelle occupe le sud-est de l’Europe : sud-est de la France, sud de l’Allemagne (Bavière), ouest de l’Autriche, Alpes suisses, Italie centrale et  du Sud, Sicile, Slovénie, Croatie, Bosnie, Albanie, Macédoine, Grèce (y compris les îles Ioniennes), sud-ouest de la Roumanie, Bulgarie.

### Habitat
Cette perdrix vit surtout sur les pentes rocheuses alpines entre 1 000 et 2 000 m d'altitude.
Elle vit dans des régions relativement élevées, pierreuses ou rocheuses, dans des zones montagneuses, même légèrement boisées. En hiver, elle descend à des altitudes plus basses.

## Systématique
L'espèce Alectoris graeca a été décrite par l’ornithologue suisse Carl Friedrich August Meisner, en 1804, sous le nom initial de Perdix graeca.

### Synonyme
- Perdix graeca  Meisner, 1804 (protonyme)

### Nom vernaculaire
bartavelle,  perdrix bartavelle, perdrix de roche, perdrix royale, perdrix grecque,

### Liste des sous-espèces
D'après Alan P. Peterson, il existe trois sous-espèces :
- Alectoris graeca graeca (Meisner 1804)est la forme nominative qui se rencontre en Grèce, en Bulgarie et en Albanie.
- Alectoris graeca saxatilis (Bechstein, 1805)diffère par des tons d'un brun vineux plus accentué sur la couronne, le cou, le dos et les ailes. La poitrine est plus rose. Cette forme vit dans les Alpes françaises, l’Italie, la Yougoslavie.
- Alectoris graeca whitakeri Schiebel, 1934 se rencontre en Sicile. Les parties supérieures sont gris brun

## La bartavelle et l'homme

### Statut, conservation
La perdrix bartavelle est assez répandue localement mais sa population totale a décliné de 80 % en quarante ans. Sa survie est assurée dans les habitats les plus inaccessibles mais de plus en plus la chasse et l’écotourisme, d’été comme d’hiver, constituent des menaces sérieuses. Comme d’autres espèces de montagne, notamment les tétras, la perdrix bartavelle est  sujette à des fluctuations de population annuelles marquées, lors d’étés humides détruisant les couvées, ou d’hivers rigoureux, sources de disette. Les changements de pratiques pastorales en montagne sont aussi à l’origine de mortalités hivernales plus importantes. La chasse a mené à la quasi-disparition de cette espèce dans certaines régions, notamment en Italie. Les lâchers de perdrix hybrides bartavelle X choukar issues d’élevage y a entraîné une pollution génétique des quelques populations locales résiduelles de perdrix bartavelles.

### Dans la fiction
En France, la bartavelle a été rendue célèbre par le récit autobiographique de Marcel Pagnol, La Gloire de mon père, dans lequel le coup double de son père qui abat deux bartavelles à la chasse en fait le héros du village provençal de La Treille, et justifie le titre du roman.